# André Camille Chazal
Pour les articles homonymes, voir Chazal.
André Camille Chazal, né le 27 mars 1875 à Paris et mort le 11 janvier 1939 à Rabat (Maroc), est un député français de la Troisième République.

## Biographie
André Chazal est né le 27 mars 1875 à Paris. Il est le fils de Léon Chazal, payeur central au Ministère des Finances, devenu contrôleur général de la Banque de France, le petit-fils du peintre Antoine Chazal et le neveu du peintre Camille Chazal.
Il fait des études de droit à Paris et devint avocat à la Cour d'appel de Paris.
Il devient ensuite maire de Saint-Ouen-sur-Morin et est député de Seine-et-Marne de 1924 à 1928, inscrit au groupe radical et radical-socialiste. Non réélu en 1928, il revint vers la magistrature et fut nommé conseiller à la Cour d'appel de Rabat, où il mourut.